# 国际关系学院 (土库曼斯坦)
国际关系学院 (Turkmen: Halkara Gatnaşyklary Instituty; Russian: Институт международных отношений) 是一所位于土库曼斯坦首都阿什哈巴德的大学，有该国“国家外交学院”之称。国际关系学院成立于2008年3月20日，由 时任土库曼斯坦总统库尔班古力·别尔德穆哈梅多夫下令建校。

## 学科
国际关系学院设有国际关系、国际法学、国际经济关系和国际新闻四个学院，有国际关系与外交、国际与比较法、国际经济关系、新闻理论与实践、世纪语言、社会科学六个专业。